# アル・リーチ
アル・リーチ（Alfred James Reach、1840年5月25日 - 1928年1月14日）は、イギリス・ロンドン出身のプロ野球選手（外野手、二塁手）、実業家、球団オーナー。。左投げ左打ち。現フィラデルフィア・フィリーズの創設者及び初代オーナーである。

## 経歴
父親はクリケットの選手で、アメリカに移住後鉄工所で働きながら、余暇に野球をしていたという。リーチは徐々に二塁手としての才能を示すようになり、1865年にはフィラデルフィアのアスレチック・クラブが25ドルの報酬の見返りにクラブに加入させ、リーチはまだプロ野球リーグのない頃から早々と『プロの野球選手』となった。
アスレチック・クラブは1871年にナショナル・アソシエーションに加盟し、1年目にリーグ優勝を飾る。リーチは1875年まで野球選手として試合に出場しながら、野球に関係する事業を興し始めていた。野球の試合の合間をぬって煙草店を開いていたそうで、1874年にはスポーツ用品の製造会社を設立し事業を拡大した。この会社は1889年にアルバート・スポルディングに売却され、後にアメリカンリーグ創設後リーグの公式球を製造、また1909年にはコルク芯を使った野球ボールの製造特許を取得するなどしている。
事業に成功したリーチは、1883年に弁護士のジョン・ロジャースと共に、前年破綻したナショナルリーグのウースター・ルビーレッグスのフランチャイズ権を購入、以前所属していたアスレチックスの除名以来、プロ野球チームの本拠地がなかったフィラデルフィアに『クエーカーズ』を創設する。翌1884年には当時名監督となっていたハリー・ライトを監督に招き、自身も新しい球場を2つ建設するなどし、チームはナショナルリーグの強豪チームの1つへと成長した。
リーチは1902年にフィリーズを17万ドルで売却して球団経営から退き、1928年にアトランティックシティで死去した。

## 詳細情報

### 年度別打撃成績
| 年 度    | 球 団    | 試 合 | 打 席 | 打 数 | 得 点 | 安 打 | 二 塁 打 | 三 塁 打 | 本 塁 打 | 塁 打 | 打 点 | 盗 塁 | 盗 塁 死 | 犠 打 | 犠 飛 | 四 球 | 敬 遠 | 死 球 | 三 振 | 併 殺 打 | 打 率 | 出 塁 率 | 長 打 率 | O P S |
| -------- | -------- | ----- | ----- | ----- | ----- | ----- | -------- | -------- | -------- | ----- | ----- | ----- | -------- | ----- | ----- | ----- | ----- | ----- | ----- | -------- | ----- | -------- | -------- | ----- |
| 1871     | ATH      | 26    | 138   | 133   | 43    | 47    | 7        | 6        | 0        | 66    | 34    | 2     | 0        | --    | --    | 5     | --    | --    | 6     | 0        | .353  | .377     | .496     | .873  |
| 1872     | ATH      | 24    | 122   | 118   | 21    | 23    | 0        | 0        | 0        | 23    | 10    | 1     | 1        | --    | --    | 4     | --    | --    | 0     | 0        | .195  | .221     | .195     | .416  |
| 1873     | ATH      | 16    | 73    | 73    | 13    | 16    | 5        | 1        | 0        | 23    | 9     | 2     | 0        | --    | --    | 0     | --    | --    | 0     | 0        | .219  | .219     | .315     | .534  |
| 1874     | ATH      | 14    | 55    | 55    | 8     | 7     | 2        | 0        | 0        | 9     | 2     | 0     | 0        | --    | --    | 0     | --    | --    | 4     | 0        | .127  | .127     | .164     | .291  |
| 1875     | ATH      | 3     | 14    | 14    | 4     | 4     | 1        | 0        | 0        | 5     | 1     | 2     | 1        | --    | --    | 0     | --    | --    | 0     | 0        | .286  | .286     | .357     | .643  |
| MLB：5年 | MLB：5年 | 83    | 402   | 393   | 89    | 97    | 15       | 7        | 0        | 126   | 56    | 7     | 2        | --    | --    | 9     | --    | --    | 10    | 0        | .247  | .264     | .321     | .584  |

- 「-」は公式記録なし

### 獲得タイトル・記録
- ナショナル・アソシエーション優勝：1871年

### 監督としての戦績
※順位は年度最終順位
| 年度   | チーム | リーグ | 試合 | 勝利 | 敗戦 | 勝率 | 順位 | 備考 |
| ------ | ------ | ------ | ---- | ---- | ---- | ---- | ---- | ---- |
| 1890年 | PHI    | NL     | 11   | 4    | 7    | .364 | 3位  |      |
| 通算   | 通算   | 通算   | 11   | 4    | 7    | .364 |      |      |